# Bromley Contingent
Das Bromley Contingent war eine Gruppe von Anhängern der Sex Pistols. Der Name wurde von Caroline Coon, einer Journalistin des Melody-Makers angeregt. Er bezieht sich auf den Londoner Stadtteil Bromley, in dem einige von ihnen lebten. Sie trugen dazu bei, die frühe britische Punk-Bewegung bekannt zu machen.

## Mitglieder
Zu dieser Gruppe gehörten u. a. Siouxsie Sioux (Susan Ballion), Steven Severin (Bailey), Billy Idol (William Broad), Soo Catwoman (Lucas), Simon „Six“ Barker, Little Debs (Debbie Wilson) Juvenile (Tracey O’Keefe), Linda Ashby, Philip Sallon, Simone Thomas, Bertie „Berlin“ Marshall, Tracie O’Keefe und Sharon Hayman. Es gab weitere Mitglieder, die zwar wichtig für die Gruppe waren, aber in der späteren Punkszene nicht mehr bekannt wurden.

## Geschichte
Der Begriff Bromley Contingent tauchte zum ersten Mal in der britischen Musikpresse nach dem Auftritt der Sex Pistols in Paris am 3. September 1976 auf, als die Journalistin Caroline Coon einen Artikel über „die Fans und nicht über die Band“ schrieb. Die Bezeichnung war irreführend, da sie aus verschiedenen Orten kamen, darunter Kentish Town, Orpington, Bromley, und Burnt Oak. Siouxsie stammte aus Chislehurst. Severin, Barker und Berlin waren diejenigen, die aus Bromley kamen. Severin meinte: „Wir haben uns nie als solche bezeichnet“, sagte Siouxsie: „Nachdem wir aus Paris zurückkamen, begannen Ressentiments einiger anderer Leute, die wir zu sehen pflegten. Diese Leute dachten alle, wir hätten uns Bromley Contingent genannt, was wir aber nicht taten“.
Eine gewisse Berühmtheit erlangte das Bromley Contingent am 1. Dezember 1976, als Siouxsie, Severin, Thomas und Barker zusammen mit den Sex Pistols in der Vorabend-Sendung Today von Thames Television auf ITV zu sehen waren. Im Gespräch mit dem Fernsehjournalisten Bill Grundy benutzte der Sänger der Sex Pistols, Johnny Rotten, das Wort Scheiße. Siouxsie neckte daraufhin den Moderator mit den Worten: „Ich wollte dich schon immer mal treffen“, woraufhin dieser antwortete: „Ist das wirklich so? Wir treffen uns nachher, ja?“ Diese Bemerkung veranlasste den Gitarristen Steve Jones, Grundy als „dreckigen alten Mann“, „dreckigen Bastard“, zu bezeichnen. Dies war das erste Mal in der Geschichte des britischen Fernsehens, dass die Zuschauer zu dieser Tageszeit eine solche unflätige Sprache hörten.
Obwohl die Sendung nur in der Region Thames Television ausgestrahlt wurde, beschäftigte der darauffolgende Aufruhr tagelang die Boulevardzeitungen. Kurz darauf wurden die Sex Pistols von ihrer Plattenfirma EMI fallen gelassen. Diese Episode veränderte das Image der Musik in Großbritannien. Bis Dezember 1976 war Punkrock eine relativ unauffällige Mode, abgesehen davon, dass er von Zeit zu Zeit in kleinen Teilen in Musikzeitungen auftauchte. In der folgenden Woche erschien Siouxsie auf der Titelseite des Daily Mirror mit der Überschrift „Siouxsie’s a Punk Shocker“. Das letzte Mal, dass Siouxsie und Severin ein Konzert der Sex Pistols besuchten, war am 15. Dezember 1976 in der Notre Dame Hall in London.
Die Bekanntheit des Bromley Contingent in der Presse setzte sich im Juni 1977 fort, als der Manager der Sex Pistols, Malcolm McLaren, für die Band und die Fans ein Boot mietete. Mit dem fuhren sie während der Feierlichkeiten zum Silbernen Thronjubiläum von Königin Elisabeth II. die Themse hinunter. Als die Polizei das Boot zum Anlegen zwang, wurden mehrere Pistols-Fans verhaftet und bei dem Handgemenge verletzt. Die Mitglieder des Bromley Contingent, Juvenile und Tracie O’Keefe (beide Angestellte von McLaren in seiner Bekleidungsboutique Seditionaries in der King’s Road) wurden wegen Behinderung und Angriff auf einen Polizeibeamten angeklagt, Juvenile wurde freigesprochen. O’Keefe wurde zu einer einmonatigen Haftstrafe verurteilt und später in der Berufung freigesprochen.

## Nachwirkungen
Viele Mitglieder des Bromley Contingent gründeten später selbst Bands: Siouxsie und Severin wurden Sängerin bzw. Bassist von Siouxsie and the Banshees, und Idol wurde zum Anführer von Generation X. Die modischen Statements von Siouxsie, insbesondere die Fetisch- und Bondage-Kleidung und ihr innovativer Make-up-Stil, hatten einen nachhaltigen Einfluss.
Barker wurde unter dem Spitznamen „Six“ zum Fotografen. Bertie „Berlin“ Marshall wurde Schriftsteller und veröffentlichte 1999 den Roman Psychoboys und 2001 die Memoiren Berlin Bromley, die von The Guardian und der Zeitschrift Time Out London positiv besprochen wurden. Philip Sallon wurde in den frühen 1980er Jahren neben Steve Strange und Boy George zu einer festen Größe der New-Romantic-Clubszene.